# 喇敏智
喇敏智（1944年—），男，回族，甘肃临夏人，中华人民共和国政治人物，曾任临夏回族自治州州长，甘肃省政协副主席。